# August 2025
Portal Geschichte | Portal Biografien | Aktuelle Ereignisse | Jahreskalender | Tagesartikel

◄ |
20. Jahrhundert |
21. Jahrhundert

◄ |
1990er |
2000er |
2010er |
2020er
| 2030er | 2040er

◄ |
2021 |
2022 |
2023 |
2024 |
2025
| 2026 | 2027 | 2028 | 2029 | ►

◄ |
Mai 2025 |
Juni 2025 |
Juli 2025 |
August 2025 |
September 2025 |
Oktober 2025 |
November 2025 |
►
Dieser Artikel behandelt tagesbezogene Nachrichten und Ereignisse im August 2025. Eine Artikelübersicht zu thematischen „Dauerbrennern“ und zu länger andauernden Veranstaltungen findet sich auf der Seite zu den laufenden Ereignissen.

## Tagesgeschehen

### Freitag, 1. August 2025
- Gelsenkirchen/Deutschland: Mit einem Sieg von Schalke 04 gegen Hertha BSC beginnt die 52. Spielzeit der 2. Fußball-Bundesliga.

### Sonntag, 3. August 2025
- Dresden/Deutschland: Letzter Tag der fünften Ausgabe der Sportveranstaltung Die Finals.
- Düsseldorf/Deutschland: Im Rochusclub endet die Beachvolleyball-Europameisterschaft
- Châtel (Haute-Savoie)/Frankreich: Pauline Ferrand-Prévot gewinnt erstmals die Tour de France Femmes.[1]

### Dienstag, 5. August 2025
- Genf/Schweiz: Verhandlungen über ein UN-Abkommen gegen Plastikmüll beginnen.

### Mittwoch, 6. August 2025

Karol Nawrocki

- Warschau/Polen: Karol Nawrocki wird nach seiner Wahl als Staatspräsident Polens vereidigt.[2]
- Washington D.C./Vereinigte Staaten: Der US-amerikanische Präsident Donald Trump kündigt an, die Zölle auf Produkte aus Indien massiv zu erhöhen, da Indien als Energiepartner von Russland agiert.[3]

### Donnerstag, 7. August 2025
- Vereinigte Staaten: Infolge der Zollpolitik der Regierung von Donald Trump treten erhöhte Zölle gegenüber der Schweiz, Brasilien, Laos, Myanmar, Kanada und weiteren Staaten weltweit in Kraft.[4][5]
- Europa/weltweit: Das europäische Erdbeobachtungsprogramm Copernicus hat den Juli 2025 als den weltweit drittwärmsten Juli seit Messbeginn gemeldet. In Europa wurde der viertwärmste Juli seit Messbeginn verzeichnet.
- Vereinigte Staaten: Das Unternehmen OpenAI veröffentlicht mit ChatGPT-5 ein kompetenteres Sprachmodell.[6][7]
- Potsdam: Frauke Brosius-Gersdorf zieht ihre Kandidatur als Bundesverfassungsrichterin zurück, nachdem die CDU/CSU-Fraktion im Deutschen Bundestag nach wochenlangem Streit signalisiert hatte, sie nicht wählen zu wollen.[8]
- China: Bei Sturzfluten kommen mindestens 60 Menschen ums Leben.[9] Weitere Personen werden vermisst.

### Sonntag, 10. August 2025
- Türkei/Balikesir: Bei einem Erdbeben der Stärke 6,1 kommt mindestens ein Mensch ums Leben. Weitere Personen werden verletzt.[10]

### Dienstag, 12. August 2025
- Weltweit: Die Sichtbarkeit der Perseiden erreicht ihren Höhepunkt.

### Mittwoch, 13. August 2025

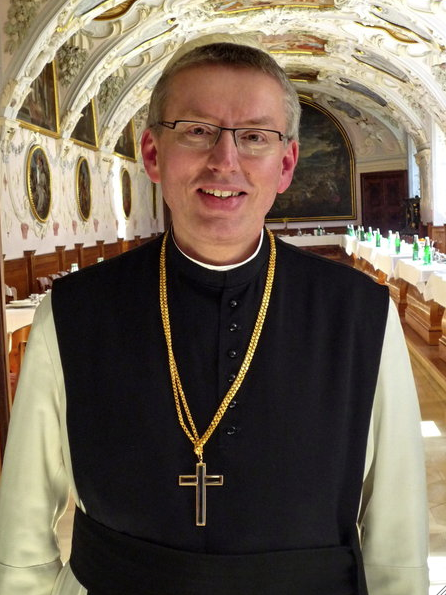
Maximilian Heim (2011)

- Heiligenkreuz/Österreich: Maximilian Heim tritt als Abtpräses der österreichischen Zisterzienserkongregation zurück.
- Udine/Italien: Im UEFA Super Cup schlägt Paris Saint-Germain die Tottenham Hotspurs.

### Freitag, 15. August 2025

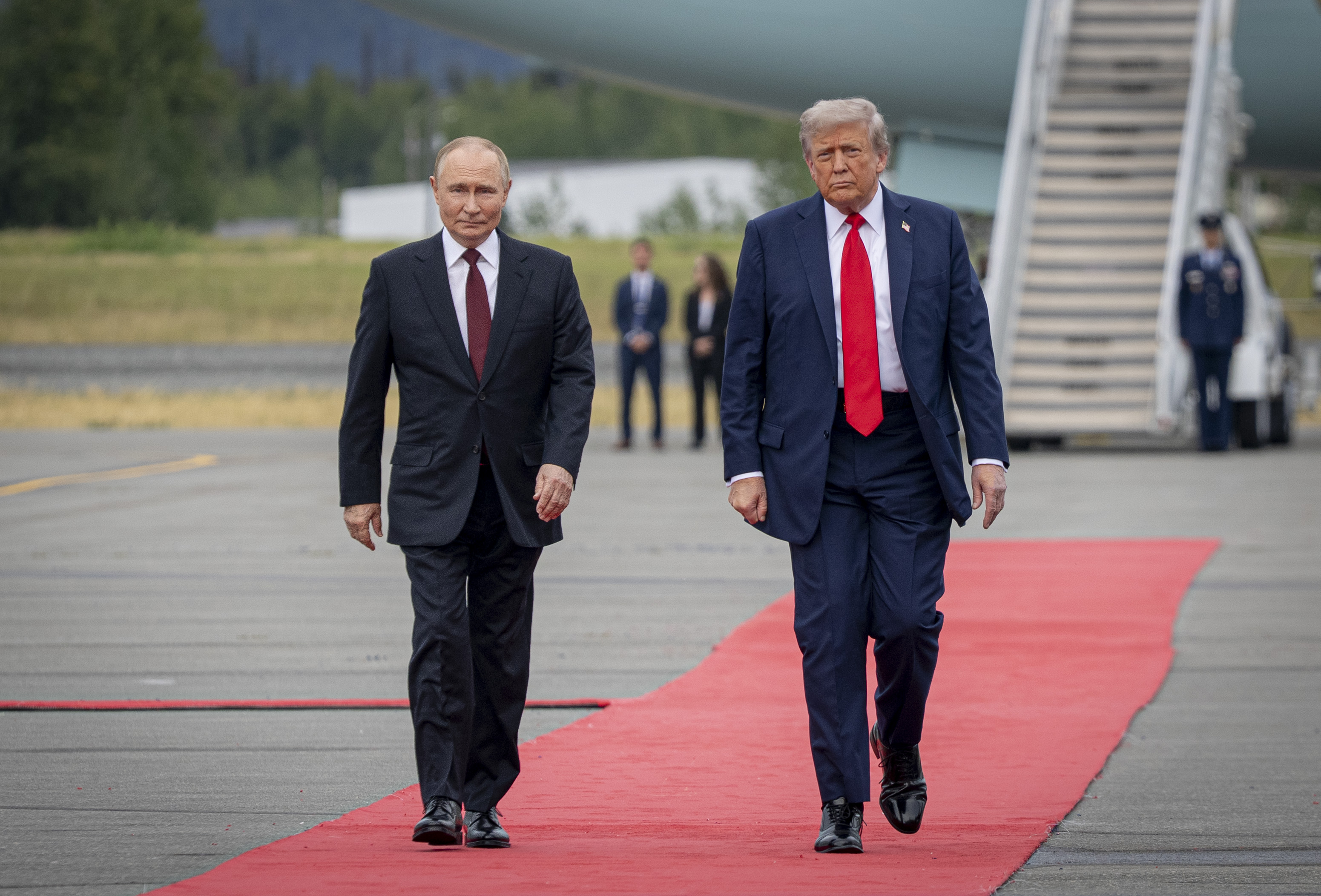
Putin und Trump bei ihrem Treffen.

- Anchorage/Vereinigte Staaten: US-Präsident Donald Trump und der russische Staatspräsident Wladimir Putin treffen sich auf der Joint Base Elmendorf-Richardson (bis 2010 Elmendorf Air Force Base) in Alaska zu Verhandlungen über die Beendigung des Russisch-Ukrainischen Krieges.
- Bielefeld/Deutschland: Am ersten Tag des DFB-Pokals (bis 23. Mai 2026) schlägt Zweitligist Arminia Bielefeld den Erstligisten Werder Bremen.

### Samstag, 16. August 2025
- Stuttgart/Deutschland: Im Spiel um den deutschen Fußball-Supercup schlägt der Meister Bayern München den Pokalsieger VfB Stuttgart.
- Mönchengladbach/Deutschland: Mit einem Sieg über die Niederlande gewinnt Deutschland die Feldhockey-Europameisterschaft der Herren.
- Locarno/Schweiz: Letzter Tag des 78. Locarno Film Festivals (seit 6. August)

### Sonntag, 17. August 2025
- La Paz/Bolivien: Präsidentschafts- und Parlamentswahl in Bolivien[11]
- Mönchengladbach/Deutschland: Letzter Tag der Feldhockey-Europameisterschaft der Damen.
- Chengdu/Volksrepublik China: Letzter Tag der World Games (seit 7. August)

### Mittwoch, 20. August 2025
- In Essen startet die 39. Ausgabe der Deutschland Tour mit einem Prolog auf dem Gelände der Zeche Zollverein.

### Freitag, 22. August 2025
- Sunderland/England: Beginn der Frauen-Rugby-Union-Weltmeisterschaft (bis 27. September)